# Дикий Олексій Денисович
Олексі́й Дени́сович Ди́кий (нар. 12 (24) лютого 1889, Катеринослав, Катеринославська губернія, Російська імперія — 1 жовтня 1955, Москва, СРСР) — радянський актор українського походження, режисер. Лауреат Сталінської премії (1946, 1947, 1949, двічі; 1950 років). Народний артист СРСР (1949 рік).

## Життєпис
Олексій Дикий народився 24 листопада 1889 року у місті Катеринославі.
У дитинстві захоплювався читанням літературних праць видатних українських драматургів.
Коли Олексієві було шість років, він зіграв в своєму першому спектаклі в харківській театральній групі Суходольського.
Працював у театрах Москви, Ленінграда, Свердловська, з 1948 року був професором Державного інституту театрального мистецтва.
Грав Сталіна у фільмі Ігоря Савченка «Третій удар» (1948).
Помер 1 жовтня 1955 року в Москві.